# Mirassol
Mirassol est une ville brésilienne de l'État de São Paulo.